# Eberhard Bachmann
Eberhard Bachmann (* 17. Februar 1924 in Meißen; † Juni 2008 in Dresden) war ein deutscher Maler und Bildhauer.

## Leben
Nach der Schule absolvierte Bachmann 1938–1942 eine Lehre als Modelleur in der  Staatlichen Porzellanmanufaktur Meißen.
1947–1949 studierte er an der Hochschule für Bildende Künste Dresden bei Eugen Hoffmann, dann wechselte er an die Kunsthochschule Berlin-Weißensee als Meisterschüler von Heinrich Drake. Nach dem Abschluss 1954 lebte Bachmann als freier Künstler in Berlin-Alt-Hohenschönhausen. Schließlich trat er 1961 selbst ein Lehramt an der Weißenseer Kunsthochschule an und bekam 1977 eine Professur für das Fach Plastisch-räumliche Grundlagen, das er bis 1989 lehrte.
Bachmann war verheiratet und hatte drei Kinder.
Er war persönliches Mitglied des  Museums für Moderne Kunst in Frankfurt am Main.

## Werke

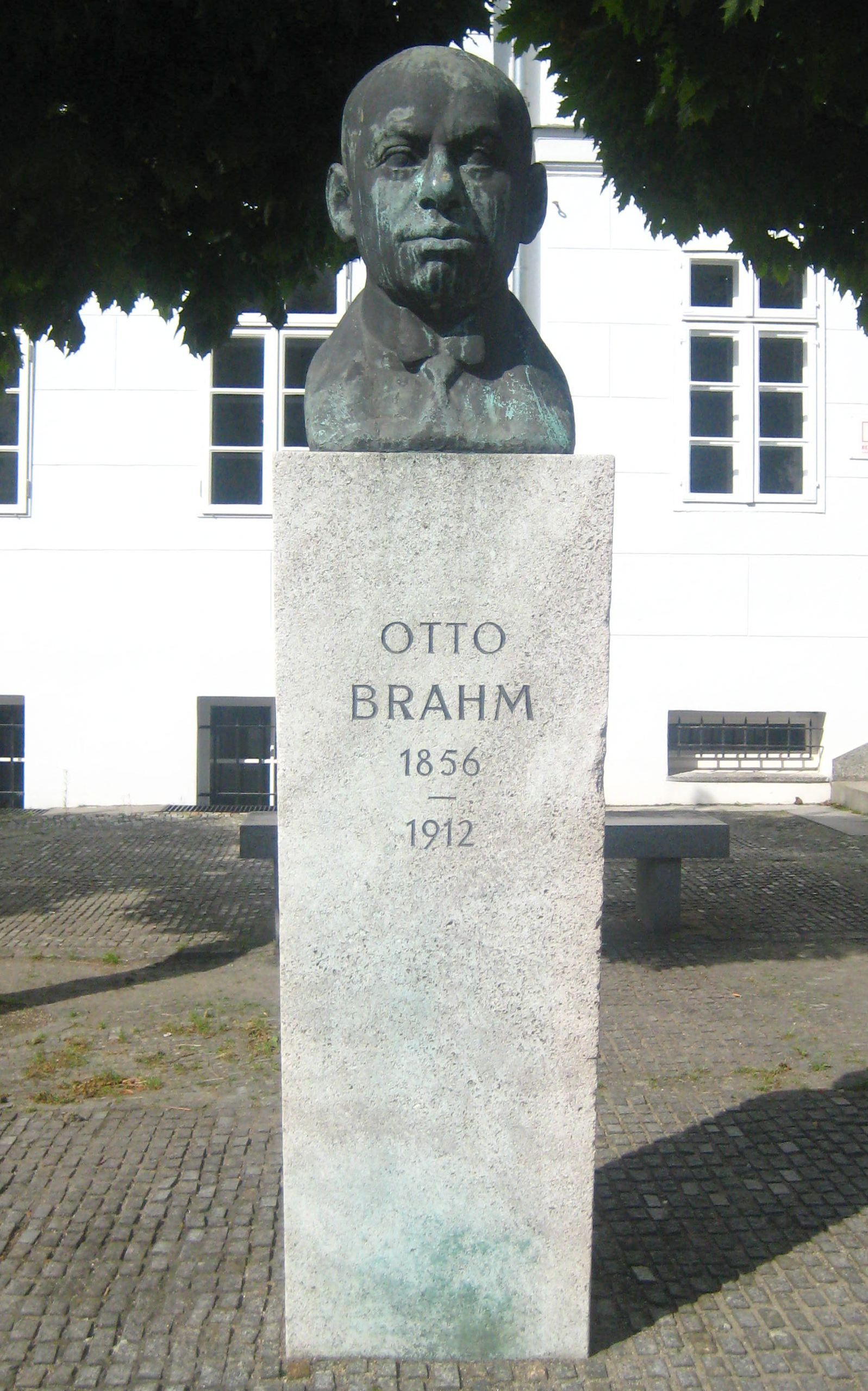
Büste Otto Brahm vor dem Deutschen Theater

Er schuf zuerst hauptsächlich Statuen, malte ab den 1980er-Jahren aber auch Landschaften, Stillleben und Porträts. Beim Porträtieren legte er besonderen Wert auf einen Dialog mit seinem Gegenüber, wodurch die Darstellung besonders lebendig wurde, und trotzdem auf das Wesentliche beschränkt blieb.
Im Jahr 2009 wurde ein großer Teil seines Nachlasses in der Kunstgalerie 100 in Berlin-Hohenschönhausen gezeigt. Bereits 1987 und im Jahr 2004 waren an gleicher Stelle Werksausstellungen zu sehen.
Auswahl

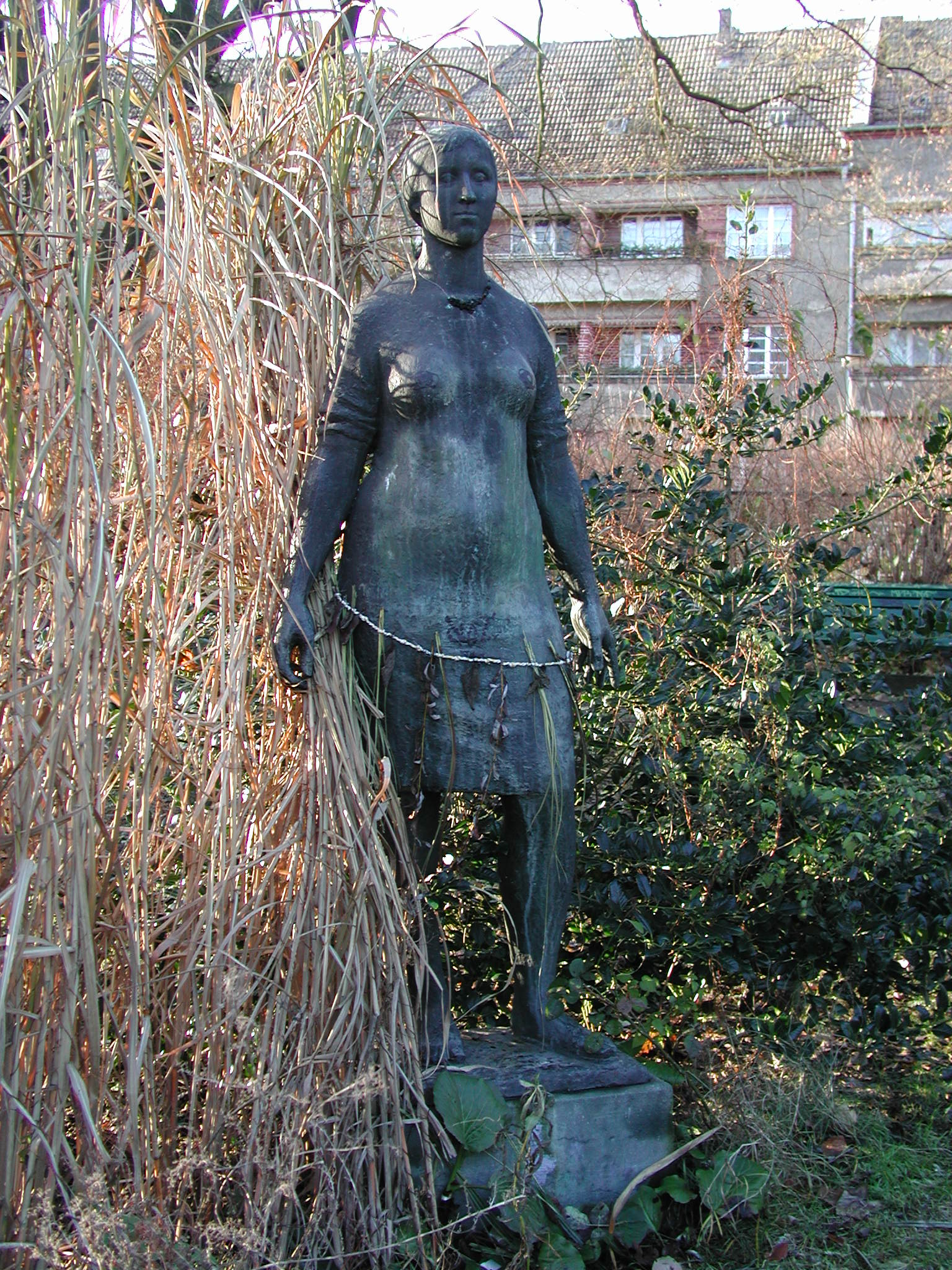
Trümmerfrauen-Denkmal in Berlin-Weißensee

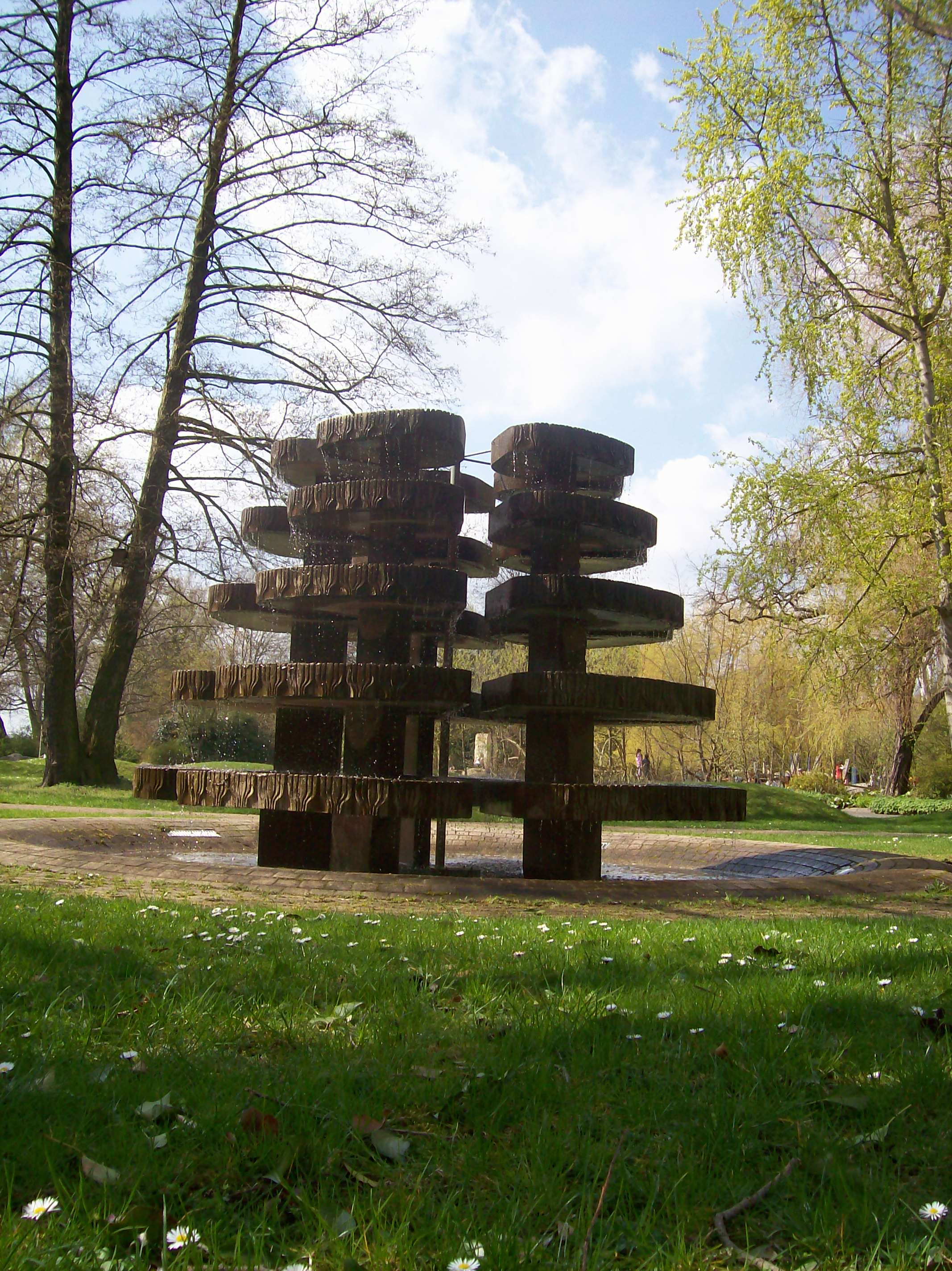
Springbrunnen in Potsdam

- Schweinepflegerin, 1952, Frankfurter Allee 23 in Berlin-Friedrichshain (Auf dem Dach der Kolonnaden); Sandstein[1]
- Krankenschwester, 1958, Grünberger Straße 43 in Berlin-Friedrichshain, ehemalige Poliklinik, Hausflur, linker Aufgang, EG in einer Nische. Bronze, Höhe der Figur 85 cm auf quadratischer Plinthe und einem Betonsockel von 70 cm Höhe. Ursprünglich stand sie auf dem Hof der Poliklinik.[1]
- Kindergärtnerin, 1961 fertiggestellt, 1965 aufgestellt an der Oberspreestraße, Ecke Johanna Tesch-Straße in Berlin-Niederschöneweide; Bronze[1]
- Büste auf Betonsockel für Otto Brahm, in den 1950er-Jahren angefertigt und 1963 in der Grünanlage gegenüber dem  Deutschen Theater (DT), Schumannstraße 13 in Berlin-Mitte aufgestellt.[7] Ab 1998 wurde das Werk umgesetzt auf den Theatervorplatz.
- Büsten auf Betonsockel zu Ehren von Heinz Hilpert und Wolfgang Langhoff, vermutlich 1960er-Jahre, seit 1998 ebenfalls auf dem Platz vor dem DT[1]
- Trümmerfrau (vor 1965) für Potsdam; Zweitguss im Park am Weißen See in Berlin-Weißensee, 1965–1968, Bronze, 210 cm hoch
- Statuette für Helene Weigel, 1966, Bronze, 52 cm hoch
- Mutter und Kind, 1969, in Berlin-Karlshorst vor der Lew-Tolstoi-Grundschule Römerweg 120; Bronze[1]
- Weltfestspielblume zusammen mit Heinz Dübel und Gorch Wenske – ein Brunnen aus Metall in Form des Festspiellogos; Er wurde in Vorbereitung der Weltfestspiele der Jugend und Studenten angefertigt und 1973 auf der Freundschaftsinsel in Potsdam aufgestellt.[8]
- Liebespaar, 1975, Holz, 35 cm hoch
- Marco, 1983, Bronze, 32 cm hoch
- Die Sonnenanbeterin (auch Die Hockende) im Oberseepark in Berlin-Alt-Hohenschönhausen, 1984, mit Sockel komplett aus Kunststein[1]

## Ausstellungen (Auswahl)
(B = Beteiligungen; ohne Buchstabe = Einzelausstellung)
- 1956: Warschau (B)
- 1957: Wien (B)
- 1969: Plastik-Ausstellung, Kunsthalle Rostock (B)
- 1979: Plastik-Ausstellung, Magdeburg (B)
- 1980: Plastik im Park, Gera (B)
- 1954, 1958, 1972, 1981, 1983, 1986: Bezirkskunstausstellungen, Berlin (B)
- 1958–1983: IV.–IX. Deutsche Kunstausstellungen  in Dresden (B)
- 1991: Restaurant „Mundart“, Berlin-Charlottenburg
- 1992: Galerie Grahl, Berlin
Ärztehaus Rudolf Virchow, Berlin-Hohenschönhausen 
 Galerie Arcus, Berlin-Hohenschönhausen
- 1993: Ambulatorium Syringenweg, Berlin-Prenzlauer Berg
Humboldt-Universität zu Berlin (Foyer Hauptgebäude)
- 1995: Bezirksamt Hohenschönhausen
- 1997: Tennisclub Schwarz-Gold, Berlin-Hohenschönhausen, Roedernstraße
- 1987, 1994, 2009[6]: Galerie 100, Berlin-Hohenschönhausen, Konrad-Wolf-Straße
- 2009: Galerie Josefa Adamce, Prag[9]

## Veröffentlichungen
- Einige Betrachtungen zum Grunderlebnis und zur Beurteilung körperhaft-räumlicher Werte und Qualitäten.  In: Kunsthochschule Berlin, Beiträge 8/9 (1982)